# Mettler & Salz
Die Buchdruckerei Mettler & Salz war ein im 20. Jahrhundert von Mettler und Georges Salz gegründeter Schweizer Buch- und Zeitschriftenverlag mit Sitz an der Tscharnerstrasse 14 a in Bern.

## Verlagsprogramm
Der Verlag diente Georges Salz als Selbstverlag für seine Reiseliteratur (6 Bücher). Der Verlag gab 18 Jahrgänge des Organs der Freidenker-Vereinigung der Schweiz heraus. Im Verlag erschienen Sachbücher von Leo Heinrich Skrbensky und Ernst Akert, und mit Hans Möhrlens Novelle Zwischen zwei Welten (1942) gab er auch Belletristik heraus.

## Erschienene Titel (Auswahl)

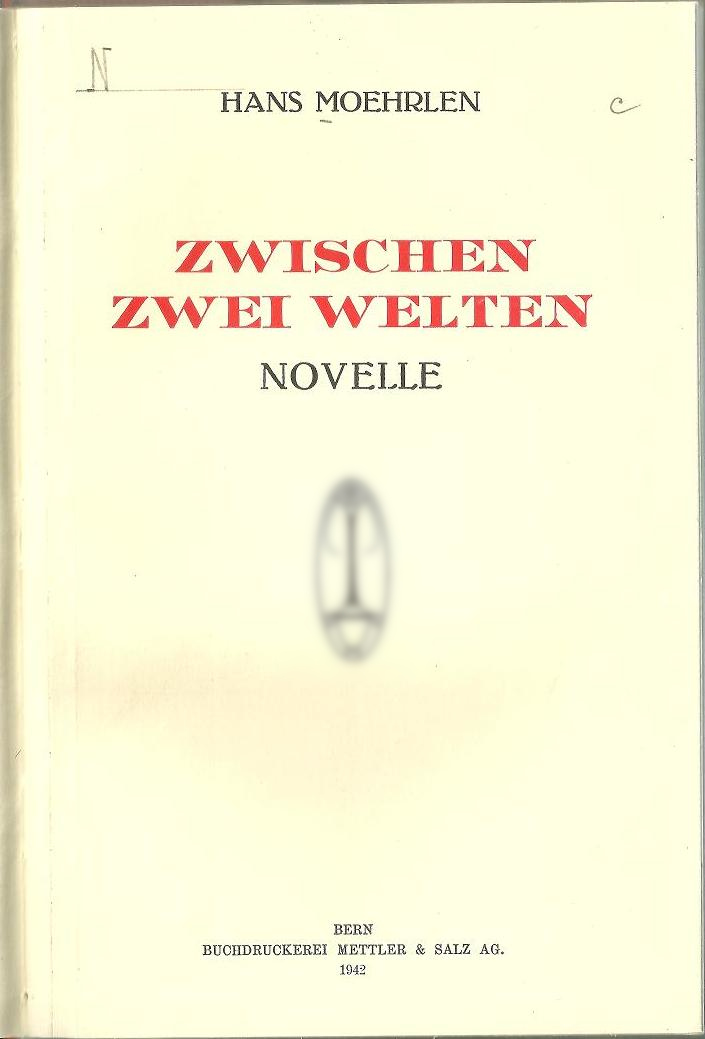
Sutermeisters Zwischen zwei Welten, 1942

### Monografien

#### Reiseliteratur im Selbstverlag von Georges Salz (auch imQuartier-Anzeiger für die Süd- und Westbezirke der Stadt Bernerschienen)
- Georges Salz: Eine Reise nach den glücklichen Inseln. 1935. OCLC 72182111
- Georges Salz: Eine Reise nach der Côte d'Azur. 1936. OCLC 72182109
- Georges Salz: Ins Reich der Mitternachtssonne. 1936. OCLC 72182107
- Georges Salz: Auf der Fährte des Christoph Columbus. 1938. OCLC 72182104
- Georges Salz: Vom Meeresstrand zum Wüstenrand. 1939. OCLC 72182112
- Georges Salz: Im Banne der Mythen. 1943. OCLC 72182106

#### Vereinsschriften
- Bühnenverband des Berner Stadttheaters: Almanach des Berner Stadttheaters: Ausgabe 1924-1925. 1924–1925. OCLC 81524056
- Joseph Henzi (Hrsg.): Bibliothek-Katalog und Reglement über die Benützung der Bibliothek [des] Bern. Kantonalgesangverein[s] in Bern. 1925. OCLC 78289612
- Ida Gerber: Chiropractic. 1928. OCLC 77941886
- Alfred Weber: 50 Jahre Metallharmonie Bern, 1891-1941. 1941. OCLC 602957094

#### Wissenschaftliche Arbeiten
- Emile Schiess: Considérations sur les fractures du Maxillaire inférieur. 1932. (Verkauf durch den Hans Huber Verlag)
- Kurt Weber: Die Konstitution der Phloion- und Phloinolsäure. 1940. OCLC 248001335
- Peter Neuenschwander: Pflichten und Rechte der Mitglieder einer Gesellschaft mit beschränkter Haftung G.m.b.H. 1940. OCLC 491420118
- Théodore Siegrist: Hämoglobinumsatz und Knochenmarkstätigkeit an Hand von Untersuchungen über die Hämoglobinsynthese in vitro. 1940. OCLC 459582143
- Bernhard Siegfried Tschachtli: Ueber Flysch und Couches rouges in den Decken der östlichen Préalpes romandes Simmental-Saanen. 1941. OCLC 82627807
- Johann Bruhin: Perkutane Vergiftungen mit Methylbromid bei der Schädlingsbekämpfung. 1942. OCLC 610778937

#### Freidenkerische Schriften
- Leo Heinrich Skrbensky: Max Planck und die Willensfreiheit. 1936.
- Leo Heinrich Skrbensky: Katholikentypen. 1937. OCLC 81039318
- Hans Möhrlen: Zwischen zwei Welten. 1942.
- Ernst Akert: Gottfried Kellers Weltanschauung: Seine Stellung zu den Ideen von Gott und Unsterblichkeit, zu Religion und Kirche. 1942.

### Zeitschriften
- 18 Jahrgänge des Organs der Freidenker-Vereinigung der Schweiz.[1]